# Nora Scholly
Nora Scholly (* 11. April 1905 in Pressburg (auch Preßburg, heute: Bratislava); † 21. Oktober 1965 in Bad Ischl) war eine österreichische akademische Malerin, Kinderbuchautorin und Verlegerin. Ein Markenzeichen ihrer schriftstellerischen Tätigkeit war, dass sie in ihren Büchern oft Tiere, Bäume und Blumen mit einem menschlichen Antlitz versah und somit auf die Einheit von Mensch und Natur anspielte. Ihr Buch- und Kunstgeschäft sowie der Verlag hatten ihren Sitz in der oberösterreichischen Stadt Bad Ischl.

## Werdegang
Nora Scholly wurde 1905 in Pressburg geboren, das damals zur Ungarischen Reichshälfte der Doppelmonarchie Österreich-Ungarn gehörte. Sie entstammte einer alten österreichischen Offiziersfamilie. Im Jahr 1920 übersiedelte die Familie (Vater Major Hans Scholly, Mutter Emmy, Schwester Edith und die 15-jährige Nora) nach Bad Ischl. Nach Absolvierung der Pflichtschule absolvierte Nora die Wiener Frauenakademie und die Graphische Versuchsanstalt Wien. In Bad Ischl im Gästehaus der als Kaiservilla bekannten ehemaligen Sommerresidenz von Kaiser Franz Joseph I. nahm sie eine Wohnung und begann dort als freischaffende Künstlerin zu arbeiten.
Später war Scholly beim Verlag ars sacra (Jos. Müller) in München beschäftigt. Bei diesem Verlag legte sie ab 1939 auch ihre ersten Kinderbücher auf. Nach dem Zweiten Weltkrieg kam sie nach Bad Ischl zurück. Im Jahr 1948 eröffnete sie am Kreuzplatz ihr Buch- und Kunstgeschäft. In weiterer Folge gründete sie den Scholly-Verlag. 1955 erfolgte die Übersiedlung in die Kaiser-Franz-Josef-Straße, das Geschäftslokal lag neben der Stadtpfarrkirche Bad Ischl. Am 21. Oktober 1965 verstarb sie auf dem Weg zur Arbeit an einem Schlaganfall. Ihr Grab befindet sich auf dem Friedhof Bad Ischl.

## Autorin und Malerin
Nora Scholly schrieb ab Ende der 1930er bis in die 1960er Jahre insgesamt 16 Kinderbücher. Auf Grund ihrer Ausbildung als akademische Malerin wurden die Bücher auch von ihr selbst illustriert. In ihren Büchern versah sie oft Tiere, Bäume und Blumen mit einem menschlichen Antlitz. Scholly versuchte auf diese Weise den Kindern die Einheit von Mensch und Natur näherzubringen.
Ihr größter literarischer Erfolg war mit 30.000 verkauften Exemplaren das 1954 veröffentlichte Buch Herzschlag kleiner Dinge. Den Reinerlös spendete sie für die Errichtung der Pfarrkirche Pfandl, auch bekannt als Pfarrkirche Maria an der Straße. Die Kirche wurde ab 1958 im Bad Ischler Ortsteil Pfandl errichtet. Durch die Stiftung ihres Verkaufserlöses an die Pfarre konnten sämtliche Ziegel für den Kirchenbau angeschafft werden.
Ihre Bücher wurden zu Lebzeiten vorwiegend im Scholly-Verlag Bad Ischl und im Verlag ars sacra (Jos. Müller) in München veröffentlicht. Posthum wurden zwischen 1965 und 2000 einige Werke im Verlag ars Edition in München wieder aufgelegt.
Als weiterer Schwerpunkt war sie in der sakralen Kunst tätig. So gestaltete Scholly 1948 in der Pfarrkirche St. Thomas bei Waizenkirchen das Altarbild der damals neu angebauten Josefikapelle. Weitere Altarbilder schuf sie in der Marienkirche Untergeng und in der Pfarrkirche Losenstein. Die Fahne der Pfarrkirche Bad Ischl, als Motiv die Schutzmantel-Madonna, ist ebenso von ihr. Ihre weiteren Fresken und Gemälde hatten ebenfalls vorwiegend einen Bezug zur Mutter Jesu. Ein Gemälde schuf Nora Scholly etwa für die Hauskapelle vom Linzer Bischofshof (Amtssitz des Bischofs).
An der Adresse, wo Scholly ihr Buchgeschäft in Bad Ischl betrieb, ist heute der Weltladen situiert. In diesem wurde im Oktober 2005 anlässlich des Gedächtnisses ihres 100. Geburtstages eine Ausstellung über Nora Scholly durchgeführt. Im November 2019 brachte die Regionalzeitung Ischler Woche einen kleinen Rückblick auf ihr Lebenswerk.

## Künstlerische Werke
- Fresken für die Schule im SOS-Kinderdorf St. Anton an der Glocknerstraße
- Fresken für die Hauptschule in Bramberg
- Großer Engel als Wandschmuck im ehemaligen Gebäude „Stephaneum“ der Brüder der christlichen Schulen in Bad Goisern am Hallstättersee
- Altarbilder in den Kirchen der Orte St. Thomas bei Waizenkirchen, Untergeng im Mühlviertel (Gemeinde Eidenberg), Losenstein im Ennstal
- Gemälde in der sogenannten „Pfarrscheider-Kapelle“ in der Ortschaft Rußbach (Gemeinde St. Wolfgang im Salzkammergut)
- Marienbild in der Hauskapelle vom „Bischofshof“ in Linz (Amts- und Wohnsitz des oberösterreichischen Bischofs)[1]
- Gemälde in einer Kapelle in Traxlegg.[4]

## Bücher
- Wolkenkinder (ars sacra/Jos. Müller 1939, Neuauflage 1955)
- Tannenbäumchen (ars sacra/Jos. Müller 1939, Neuauflage 1954)
- Wassertröpfchen (ars sacra/Jos. Müller 1939, Scholly Verlag 1952)
- Sonnenstrahlen (ars sacra/Jos. Müller 1940, Neuauflage 1955, weitere Auflage 1960)
- Schnee und Eis (ars sacra/Jos. Müller 1941, Neuauflage 1956, ars Edition 2000)
- Kasperl im Walde (ars sacra/Jos. Müller 1941)
- Flunki Knisterlein (ars sacra/Jos. Müller 1942)
- Bunte Sommerwiese (ars sacra/Jos. Müller 1942)
- Weg ins Himmelsland (Katholische Schriftenmission 1947)
- Sternlein (Scholly Verlag 1949)
- Das Herrgotts ABC (Steyler Verlagsbuchhandlung 1953, Scholly Verlag 1953)
- Herzschlag kleiner Dinge (Scholly Verlag 1954). Verkaufsauflage von 30.000 Exemplaren
- Die sieben Lichtlein (ars sacra/Jos. Müller 1956)
- Waldgeschichten (Scholly Verlag 1958)
- ... so ist der Wind (Scholly Verlag 1958, ars sacra/Jos Müller 1960)
- Der Winter ist da (ars sacra/Jos. Müller 1970, ars Edition 1983)

## Das Grab am Friedhof Bad Ischl
Das Familiengrab verfügt über einen Bildstock mit einem sehr kurzen Schaft und hohem Tabernakel. In der vorderseitigen Nische ist ein eigenhändiges Gemälde von Nora Scholly eingearbeitet. Das Gemälde zeigt Maria als Königin mit dem Jesuskind am Arm. Maria schwebt dabei über den Dächern von Bad Ischl. Untertitelt wird dieses Werk durch den letzten Vers aus der 1. Strophe des Liedes „Maria, breit den Mantel aus ...“, welcher lautet: „Maria voller Güte, uns allezeit behüte“. Das Dach ist als Krüppelwalmdach ausgeführt, den Abschluss bildet auf dem Giebel eine Kugel mit einer vorderseitigen Palmette.